# Giovanni di Antiochia (patriarca)
Giovanni di Antiochia (IV secolo – Roma, 441 o 442) è stato un vescovo siro; capeggiò i vescovi orientali durante la disputa nestoriana. Fu uno dei protagonisti del Concilio ecumenico di Efeso (431).

## Biografia

### Al Concilio di Efeso
Giovanni fu nominato arcivescovo di Antiochia nel 429. La chiesa di Antiochia di Siria, a quel tempo, era uno dei maggiori centri di elaborazione del pensiero teologico. Il cristianesimo siriaco era legato, sin dalle origini, all'idea che in Cristo coesistessero due nature (umana e divina) e due ipostasi (nel senso di "essenza" o "persona"). Nel V secolo, epoca di grandi controversie cristologiche, la Scuola di Antiochia fu irremovibile sulla separazione tra le due nature di Cristo, umana e divina.

Un anno prima della nomina di Giovanni, Nestorio (circa 386-451), appartenente anch'egli alla Chiesa di Antiochia, divenne patriarca di Costantinopoli (428). Cercando di interpretare e comprendere razionalmente l'incarnazione del Logos divino, la seconda persona della Santissima Trinità, cioè Gesù Cristo, insegnò che le essenze umane e divine in Gesù sono divise in modo che in lui ci sarebbero due persone: l'uomo Gesù Cristo e il Logos divino. Le idee di Nestorio incontrarono aspre critiche da parte della Scuola teologica alessandrina, il cui principale rappresentante era Cirillo, patriarca di Alessandria. Tra le due posizioni vi erano sicuramente divergenze di ordine teologico e dogmatico. Ma oggi gli storici ritengono che il motivo del contrasto fosse prettamente culturale e linguistico. Il siriaco, infatti, la lingua prevalente in tutta la Siria e nella Mesopotamia settentrionale (Assiria), appartiene al gruppo delle lingue semitiche, quindi molti sostantivi greci (il greco era la lingua parlata sia a Costantinopoli che ad Alessandria) non potevano essere tradotti accuratamente. Così la distinzione tra essere, persona e natura non aveva lo stesso significato ad Antiochia come a Costantinopoli o ad Alessandria.
Nel 430 Cirillo di Alessandria convocò un sinodo, che si tenne in novembre. In quell'occasione lesse pubblicamente i suoi dodici Anatemi contro Nestorio. Scoppiò un'accesa disputa con la sede patriarcale di Antiochia. Giovanni di Antiochia prese le difese di Nestorio; attorno a lui si formò un gruppo di sostenitori costituito da vescovi della Siria e dell'Asia minore. Uno di essi, Teodoreto di Cirro, scrisse una confutazione degli Anatemi, il cui titolo tradotto in latino fu: Reprehensio duodecim capitum seu anathematismorum Cyrilli ("Confutazione dei dodici capitoli o anatematismi di Cirillo"). Per evitare che la disputa sfociasse in uno scisma, l'imperatore Teodosio II convocò un concilio ecumenico che si sarebbe tenuto ad Efeso il 7 giugno 431.
Giovanni e Nestorio decisero di comparire insieme all'assemblea conciliare. Ma, mentre Nestorio giunse prima del 7 giugno, Giovanni e il suo seguito non fecero in tempo ad arrivare per il giorno prefissato. Il rappresentante imperiale, Candidiano, accogliendo il suggerimento di Nestorio, propose a Cirillo di aspettare fino a quando tutti i vescovi fossero arrivati. Cirillo concesse due settimane di tempo, poi aprì i lavori con decisione unilaterale. In assenza di Nestorio e di Giovanni, quindi, la dottrina nestoriana fu condannata. Il concilio stabilì inoltre che Cristo era una persona con due nature inseparabili e che Maria era la Madre di Dio (Theotókos). Cirillo cercò anche di far approvare dall'assemblea una decisione che avrebbe deposto e scomunicato Nestorio, in questo caso senza esito.
Giovanni con i vescovi orientali, a lui fedeli, arrivò finalmente ad Efeso il 26 giugno. Per prima cosa chiese a che punto erano i lavori. Informato sulla situazione, Giovanni convocò immediatamente un contro-sinodo. I quarantatré vescovi riuniti pronunciarono la condanna di Cirillo, di Memnone di Efeso e del loro seguito. I messi di Giovanni portarono i decreti conciliari in visione all'imperatore. L'imperatore sancì la veridicità della versione di Giovanni. Il 29 giugno un rescritto imperiale annullò i decreti conciliari di Cirillo, proibì ai vescovi di lasciare Efeso ed annunciò l'arrivo di un alto funzionario imperiale che avrebbe guidato i lavori del concilio fino alla loro conclusione.
Il 10 luglio arrivarono i vescovi dell'Arcadia (Grecia) e gli inviati del Papa, i quali confermano la sessione del Concilio tenutasi il 22 giugno, e con essa la condanna di Nestorio. L'imperatore Teodosio, da parte sua, decise di deporre sia Cirillo che Nestorio e li fece rinchiudere in prigione, ma in seguito gli inviati del papa lo persuasero ad accettare la prima decisione del consiglio, quella che condannava Nestorio. In agosto l'imperatore dichiarò conclusi i lavori. Cirillo fu liberato e tornò ad Alessandria, mentre Nestorio, deposto ed espulso da Costantinopoli (3 settembre), si ritirò in un monastero ad Antiochia.

### Dopo il Concilio
La polemica tra Antiochia ed Alessandria continuò anche dopo la conclusione del Concilio. L'imperatore Teodosio II tentò nuovamente di ricomporla invitando Giovanni e Cirillo a Nicomedia, ma senza successo. Sollecitò allora la mediazione di un noto asceta, Simeone lo Stilita, e in seguito ricorse all'aiuto dell'illustre arcivescovo di Beroea, Acacio. Le posizioni di Giovanni e di Cirillo rimasero diametralmente opposte. La situazione si sbloccò inaspettatamente quando alcuni vescovi siriaci tolsero il loro sostegno a Giovanni. Il caso più noto fu quello di Rabbula di Edessa (città dell'alta Mesopotamia), che passò dalla parte avversaria.
Giovanni decise di riprendere l'iniziativa. Alla fine del 432, sostenuto dai vescovi più fidati, tra cui Teodoreto, sostenne che Cirillo, nei suoi ultimi scritti, aveva riconosciuto la dualità della natura di Cristo. Ma anche Cirillo cominciò ad avere dei problemi interni. Inoltre iniziò a ricevere pressioni da parte imperiale affinché smussasse la sua rigidità per assumere un atteggiamento più conciliante. Gli scambi epistolari con le sedi di Antiochia e di Costantinopoli ripresero. All'inizio del 433 Giovanni scrisse una lettera a Cirillo sottoponendogli una dichiarazione dottrinale di compromesso: egli si diceva disposto ad accettare la condanna di Nestorio e a riconoscere Massimiano, successore di Nestorio, come patriarca di Costantinopoli. Cirillo, non più in condizione di resistere, accettò la proposta in tutte le sue parti. La risposta di Cirillo è conosciuta come Laetentur coeli: con essa Cirillo celebrò la pace nuovamente ristabilita nella chiesa. Nella seconda parte il patriarca di Alessandria trascrisse il Simbolo di Unione inviatogli da Giovanni ed approvò la formula conciliativa contenente il riconoscimento dell'«unione senza confusione di due nature distinte nell'unico πρόσωπον (prosopon) di Cristo».
Giovanni vide riconosciute, a distanza di due anni, le decisioni da lui sottoscritte insieme ai vescovi orientali il 26 giugno ad Efeso nella sessione separata del Concilio. Tale vittoria compensò ampiamente l'abbandono di una parte consistente della comunità monastica antiochena, che lo accusò di aver assunto una posizione filo-nestoriana.
Il compromesso raggiunto comportò rinunce da entrambe le parti e suscitò nuove discordie. Si arrivò a una pacificazione definitiva solo nel 435. Giovanni dovette accettare questa volta la definitiva condanna di Nestorio, che non poté più risidere ad Antiochia e dovette finire i suoi giorni nel deserto libico. Giovanni e Cirillo sostennero fortemente il fragile equilibrio raggiunto. Ad essi si affiancò Proclo, succeduto a Massimiano sulla cattedra patriarcale di Costantinopoli nel 434.
Giovanni di Antiochia morì nel 441 o nel 442; nel 444 lo seguì Cirillo.

## Opere
- Lettera a Nestorio
- Ἐπιστολαί (Epistole)
- Ἀναφοραί (Resoconti)
- Ὁμιλία, (Omelie)
- Περὶ τῶν Μεσαλιανιτῶν, (De Messalianis)
- Contra eos qui una tantum substantia asscrunt adorandum Christum